# Afgooye
Afgooye es una localidad de Somalia, situada en la región de Shabeellaha Hoose en el sudoeste del país, y es capital del distrito homónimo. Se encuentra a orillas del río Shebelle y a 30 km al norte de la capital del país, Mogadiscio.

## Historia
Durante la Edad Media fue un importante centro comercial controlado por la tribu de los silcis y luego pasó a manos del Sultanato Ajuran y posteriormente, en el siglo XVII se convirtió en la capital del Sultanato de Geledi. Incorporada a la Somalia italiana en el siglo XX, la localidad perdió importancia frente a Mogadiscio. En los últimos años se ha convertido en un importante centro de refugiados por la guerra civil que asola el país desde 1991.